# 八幡村 (大分県宇佐郡)
八幡村（やはたむら）は、大分県宇佐郡にあった村。現在の宇佐市の一部にあたる。

## 地理
駅館川と伊呂波川に挟まれた平野部に位置していた。
- 海洋：周防灘[2]

## 歴史
- 1889年（明治22年）4月1日、町村制の施行により、宇佐郡下乙女村、乙女新田、上乙女村、尾永井村、森山村、荒木村が合併して村制施行し、八幡村が発足[1][2]。旧村名を継承した下乙女、乙女新田、上乙女、尾永井、森山、荒木の6大字を編成[2]。
- 1954年（昭和29年）3月31日、宇佐郡四日市町、天津村、長峰村、横山村、麻生村、糸口村、高家村と合併し、四日市町が存続して廃止された[1][2]。

## 産業
- 農業、漁業[2]

## 交通

### 鉄道
- 1897年（明治30年）豊州鉄道（現日豊本線）が開通し四日市駅（現豊前善光寺駅）開設[2]。

## 教育
- 1914年（大正3年）村立農業補習学校開校[2]